# Dandara Tonantzin
Dandara Tonantzin Silva Castro (Gurinhatã, 23 de janeiro de 1994) é uma pedagoga, ativista e política brasileira, filiada ao Partido dos Trabalhadores (PT). É Deputada Federal por Minas Gerais.

## Biografia
Nasceu em Gurinhatã, em 23 de janeiro de 1994. Ela cresceu em uma favela do distrito de Justinópolis, em Ribeirão das Neves. Filha de Lusmiro, professor e filósofo, Cristiane, pedagoga, ambos militantes do partido dos trabalhadores. 
Desde muito jovem começou a se engajar politicamente no Ensino Médio refundando o grêmio e se manifestando contra o aumento da passagem de ônibus. 
Dandara iniciou a sua militância participando da luta contra o aumento da passagem em sua cidade natal e participou ativamente do movimento estudantil. 
Ingressou na Universidade Federal de Uberlândia aos 16 anos como cotista no curso de Pedagogia. Na militância participou sendo presidente do Diretório Acadêmico do curso, lutou pela implementação da lei de cotas em 2012 nas Universidades Brasileiras e foi conselheira Nacional do Conselho Nacional de Promoção de Igualdade Racial (CNPIR). Foi coordenadora-geral do Diretório Central dos Estudantes (DCE – UFU) e diretora de políticas educacionais da União Estadual dos Estudantes (UEE-MG), militou também no Coletivo Nacional de Juventude Negra (Enegrecer). 
E em 2019, iniciou seu mestrado em Educação pela Universidade Federal de Minas Gerais.
Sempre lutou por um sistema de educação inclusivo, libertador, de qualidade e referenciada para todos. Luta pelo Quadripé Universitário (Ensino, Pesquisa, Extensão e Assistência Estudantil). 
Ela é uma defensora do sistema de ação afirmativa, em seus primeiro ano quando mandatária de Deputada Federal, aprimorou e garantiu a continuidade da lei de Cotas, luta pela qual está inserida desde 2012. Cotista pela UFU por meio de ação afirmativa, compreende as cotas como oportunidades para uma população historicamente negligenciada.

## Carreira política
Nas eleições de 2020, candidatou-se ao cargo de vereadora em Uberlândia, vencendo com 5.237 votos, se tornando a mais votada naquela eleição. Em 2022 se candidatou a Deputada Federal, também se elegendo com 86.034 votos. Dentro da Câmara dos Deputados, é membro da Comissão de Educação, e presidente da Subcomissão Permanente de Educação Inclusiva e Ações Afirmativas.

## Desempenho em eleições
| Ano  | Eleição                   | Partido | Cargo            | Votos  | %      | Resultado  | Ref   |
| ---- | ------------------------- | ------- | ---------------- | ------ | ------ | ---------- | ----- |
| 2020 | Municipal de Uberlândia   | PT      | Vereadora        | 5.237  | 1,74%  | Eleita     | [ 7 ] |
| 2022 | Estaduais em Minas Gerais | PT      | Deputada federal | 86.034 | 0,77%  | Eleita     | [ 8 ] |
| 2024 | Municipal de Uberlândia   | PT      | Prefeita         | 86.755 | 24,56% | Não Eleita | [ 9 ] |

## Condecorações
| Insígnia | País   | Honra                                 | Data                   |
| -------- | ------ | ------------------------------------- | ---------------------- |
|          | Brasil | Grande Oficial da Ordem de Rio Branco | 21 de novembro de 2023 |